# Островська Тетяна Лазарівна
Островська Тетяна Лазарівна (17 березня 1949, Ленінград) — радянський, російський та американський композитор.
Автор музики до телефільмів: «Пригоди Петрова і Васєчкіна, звичайні й неймовірні» (1983, 2 с.) та «Канікули Петрова і Васєчкіна, звичайні й неймовірні» (1984, 2 с), створених на Одеській кіностудії.
У 1990 році емігрувала до США. Пише музику, викладає.